# Нетуъркс България
„Нетуъркс България“ е частна телекомуникационна компания в Северна България.

Основана през 2000 година от млад екип студенти в РУ „Ангел Кънчев“, NetWorx е с водещи позиции на регионалния пазар при доставчиците на жилищни, бизнес и IP на едро, MAN и FO услуги.
В този район те държат повече от 350 000 домакинства, покрити с оптична свързаност до сградата (Fibre To The Building, FTTB). В много от градовете NetWorx е с добре развита подземна оптична инфраструктура. Предоставят цифрова телевизия и интернет услуги на домакинства и фирми, като се нареждат на 5-о място в България. Осигуряват голямо портфолио от услуги на други телекоми – DF наем, DF IRU, транспорт, MAN, колокация и т.н. Извършват услуги форма OST на известните оператори в България. Сътрудничат си с международни оператори като PrimeTelecom, GTS и „РомТелеком“.
През май 2021 г. е обявена сделка за купуване от „Виваком“, която ще се превърне в окончателна, след като приключат делата, водени от „Теленор“, заради евентуален монопол.

## Мрежа и поддръжка
Въз основа на собствена подземна оптична инфраструктура NetWorx доставя FTTB връзки и поддържа една от най-големите MAN, предоставя висококачествена IP свързаност:
- мрежа – над 800 km собствена подземна градска и междуградска оптична мрежа
- услуги – пълна гама телекомуникационни услуги – FO наем & IRU, MAN, IP транспорт и транзитно преминаване, виртуални частни мрежи, колокация, създаване на сайтове
- бизнес клиенти – повече от 240 бизнес клиенти и над 35 национални и международни
- операционна система за наблюдение 24/7 NOC – напълно оборудвани и обучени да поддържат градски и междуградски връзки

## Tелекомуникационни услуги
- Dark Fiber, MAN, IP PN, колокация, ductrental, захранване и т.н.
- изграждане на градски и международни телекомуникационни градски маршрути
- поддръжка на всякакъв тип жични телекомуникационни мрежи

След 2009 година фирмата започва да се разраства и извън Русе, като към момента предлага услуги в: Русе, Разград, Мартен, Николово, Ветово, Цар Калоян, Бъзън, Щръклево, Червена вода, Ново село, Иваново, Семерджиево, Ястребово, Свищов, Белене, Силистра, Кубрат, Исперих, Шумен, Търговище, Омуртаг, Кранево, Монтана, Троян, Провадия, Девня, Вълчи дол и други по-малки населени места.